# Hannu Lintu
Hannu Petteri Lintu, född 13 oktober 1967 i Raumo, är en finländsk dirigent.
Lintu studerade vid Sibelius-Akademin pianospel (bland annat för Jaakko Somero), cellospel (för Hannu Kiiski) och dirigering (för Atso Almila, Jorma Panula, Eri Klas och Ilja Musin, diplom 1996). Han bedrev fortsatta studier vid sommarakademin i italienska Siena. Han vann förstapris i den nordiska kapellmästartävlingen 1994.
Lintu har varit engagerad som dirigent för Collegium Musicum i Bergen 1995–1997, som överkapellmästare för Åbo stadsorkester 1998–2001 och som dirigent för Helsingborgs symfoniorkester 2002–2005. Han har även framträtt som dirigent vid Nationaloperan, bland annat för Kalevi Ahos Ennen kuin me kaikki olemme hukkuneet. Sedan våren 2005 leder han konserter i bland annat Japan och USA, vartill han har utsetts till konstnärlig ledare för Sommarmusik i Borgå. Hösten 2013 blev han chefsdirigent vid Radions symfoniorkester.
Han erhöll Pro Finlandia-medaljen 2015.